# Halowe Mistrzostwa Europy w Lekkoatletyce 1979 – bieg na 400 m mężczyzn
Bieg na 400 metrów mężczyzn – jedna z konkurencji biegowych rozgrywanych podczas halowych lekkoatletycznych mistrzostw Europy w hali Ferry-Dusika-Hallenstadion w Wiedniu. Eliminacje i półfinały zostały rozegrane 24 lutego, a bieg finałowy 25 lutego 1979. Zwyciężył reprezentant Czechosłowacji Karel Kolář, który w finale  W finale uzyskał najlepszy na świecie wynik przy pomiarze automatycznym – 46,21 s (w tym czasie uznawano halowe rekordy świata mierzone ręcznie). Tytułu zdobytego na poprzednich mistrzostwach nie bronił Pietro Mennea z Włoch.

## Rezultaty

### Eliminacje
Rozegrano 3 biegi eliminacyjne, do których przystąpiło 12 biegaczy. Awans do półfinału dawało zajęcie jednego z pierwszych trzech miejsc w swoim biegu (Q). Skład półfinałów miało uzupełnić dwóch zawodników z najlepszym czasem wśród przegranych (q), lecz dwóch biegaczy uzyskało dokładnie taki sam czas i zdecydowano się dopuścić do półfinałów 9 biegaczy.
Opracowano na podstawie materiału źródłowego.
Bieg 1
| Miejsce | Zawodnik      | Czas  | Uwagi |
| ------- | ------------- | ----- | ----- |
| 1       | Karel Kolář   | 47,45 | Q     |
| 2       | Horia Toboc   | 47,74 | Q     |
| 3       | Alex Fortelny | 48,00 | q     |
| 4       | Urs Kamber    | 48,09 |       |

Bieg 2
| Miejsce | Zawodnik           | Czas  | Uwagi |
| ------- | ------------------ | ----- | ----- |
| 1       | Stefano Malinverni | 47,51 | Q     |
| 2       | Peter Haas         | 47,87 | Q     |
| 3       | Željko Knapić      | 47,94 | q     |
| 4       | Frank Richter      | 48,08 |       |

Bieg 3
| Miejsce | Zawodnik            | Czas  | Uwagi |
| ------- | ------------------- | ----- | ----- |
| 1       | Josip Alebić        | 47,90 | Q     |
| 2       | Michael Düsing      | 47,96 | Q     |
| 3       | Isidoro Hornillos   | 48,00 | q     |
| 4       | Christer Gullstrand | 48,03 |       |

### Półfinały
Rozegrano 3 biegi półfinałowe, w których wystartowało 9 biegaczy. Awans do finału dawało zwycięstwo w swoim biegu (Q). Skład finału uzupełnił zawodnik z najlepszym czasem wśród przegranych (q).
Opracowano na podstawie materiału źródłowego.
Bieg 1
| Miejsce | Zawodnik       | Czas  | Uwagi |
| ------- | -------------- | ----- | ----- |
| 1       | Karel Kolář    | 46,87 | Q     |
| 2       | Michael Düsing | 47,03 | q     |
| 3       | Željko Knapić  | 47,72 |       |

Bieg 2
| Miejsce | Zawodnik           | Czas  | Uwagi |
| ------- | ------------------ | ----- | ----- |
| 1       | Stefano Malinverni | 47,04 | Q     |
| 2       | Josip Alebić       | 47,15 |       |
| 3       | Alex Fortelny      | 48,63 |       |

Bieg 3
| Miejsce | Zawodnik          | Czas  | Uwagi |
| ------- | ----------------- | ----- | ----- |
| 1       | Horia Toboc       | 47,63 | Q     |
| 2       | Peter Haas        | 47,67 |       |
| 3       | Isidoro Hornillos | 37,84 |       |

### Finał
Opracowano na podstawie materiału źródłowego.
| Miejsce | Zawodnik           | Czas  | Uwagi |
| ------- | ------------------ | ----- | ----- |
| 1       | Karel Kolář        | 46,21 | CR    |
| 2       | Stefano Malinverni | 46,59 |       |
| 3       | Horia Toboc        | 46,86 |       |
| 4       | Michael Düsing     | 46,95 |       |